# Abdullahi Yusuf Ahmed
Abdullahi Yusuf Ahmed (somali: Cabdullaahi Yuusuf Axmed, árabe: عبدالله يوسف أحمد) (Gaalkacyo, 15 de dezembro de 1934 - Dubai, 23 de março de 2012) foi presidente da Somália entre 14 de outubro de 2004 e 29 de dezembro de 2008, quando renunciou, depois de ter assumido que não conseguiu alcançar a paz que tinha prometido quando tomou posse.

## Biografia
Nasceu em 15 de dezembro de 1934 na cidade de Gaalkacyo, região de  Mudug. Foi eleito presidente em 10 de outubro de 2004 e assumiu o cargo em 14 de outubro de 2004 depois de uma sessão do Parlamento de Transição Federal, ocorrida em Nairóbi, capital do Quênia. Foi um antigo coronel do exército, líder da Frente Democrática de Salvação Somali (SSDF) e também foi presidente da Puntlândia.
Ahmed liderou uma guerrilha na década de 1970 contra o ditador somali Siad Barre. Na década de 1990, Ahmed era visto como um líder dentro da Puntlândia. Em 5 de maio de 1998, ele e outros guerrilheiros declaram a independência da Puntlândia e, em 23 de julho deste ano, tornou-se Presidente da Puntlândia, expirando seu mandato em 1 de julho de 2001. Mesmo com o término do seu mantado, Ahmed continuou declarando a si mesmo presidente e pouco depois iniciou uma campanha militar contra a nova presidência da Puntlândia, conquistando em maio de 2002 a capital e sendo novamente reconhecido como Presidente. Sofreria rebeliões até 2003. Em 14 de outubro de 2004, Ahmed abandonou o cargo para converter-se em Presidente da Somalia, após sua eleição em uma reunião do Parlamento de Transição Federal instalado em Nairóbi, Quênia. Nesta ocasião, sucedeu a outro presidente somali de transição, Abdiqasim Salad Hassan.

## Presidência
Desde sua nomeação presidencial e a criação do Governo de Transição Federal, Ahmed trabalhou para unir o país e obter ajuda  internacional e da Etiópia, acusada muitas vezes de manter vivo o conflito na Somália (Guerra Civil Somali). Após formar o governo com ministros, com muitas desavenças internas, e sem poder se transferir para Mogadíscio, capital somali, em poder da União das Cortes Islâmicas, seu governo de transição foi finalmente reconhecido pelas Nações Unidas, porém, permaneceu em exílio. Ahmed sofreu em 18 de setembro de 2006, uma fracassada tentativa de assassinado, onde perdeu um irmão.
Após declarar em 21 de dezembro de 2006 Guerra na Somália, obteve apoio da Etiópia para entrar na Somália e tomar a capital das mãos da União das Cortes Islâmicas. Em 28 de dezembro do mesmo ano, o governo de transição já havia ocupado muito terreno e milícias favoráveis  a este informaram a retirada dos islâmicos da capital.